# سنت-ژولین، کبک
سنت-ژولین (به فرانسوی: Sainte-Julienne) شهری در منطقه شهری مونکالم ناحیه لانودییر در استان کبک کانادا است. در سرشماری سال ۲۰۱۱ این شهر ۷٬۷۸۹ نفر جمعیت داشته‌است و مساحت آن ۱۰۲٫۱ کیلومتر مربع است.